# Красный Восток (Оренбургская область)
Красный Восток — упразднённое село в Сакмарском районе Оренбургской области. На момент упразднения входило в состав сельского поселения Каменский сельсовет. Исключено из учётных данных в 1997 году.

## География
Располагалось на правом берегу старицы реки Средняя Чебенька, на расстоянии, примерно, 2,5 километра к востоку от села Каменка.

## История
Возникло в 1920-е годы как сельскохозяйственная коммуна. По данным на 1931 год коммуна Красный Восток состояла из 38 хозяйств. В административном отношении входила в состав Гнездовского сельсовета Каширинского района Средневолжского края. В 1930-е годы посёлок Красный Восток входил в состав Гнездовского сельсовета Екатериновского района Чкаловской области, в нём действовал одноимённый колхоз. С 1950-х годов отделение колхоза «Уголок Ленина».
Постановление Законодательного Собрания Оренбургской области от от 29 декабря 1997 г. село исключено из учётных данных.

## Население
По данным на 1930 год в поселке проживало 192 человека.